# Tehuacán
Tehuacán je město v Mexiku, ležící 200 km jihovýchodně od Ciudad de México. Má přibližně 319 tisíc obyvatel, je druhým největším městem státu Puebla a administrativním sídlem obce Tehuacán. Leží v nadmořské výšce okolo 1800 metrů a obklopuje je suchá krajina porostlá křovinami, zvaná matorral. Tehuacánské údolí patří do povodí řeky Papaloapan, dominantou města je hora Cerro Colorado. Tehuacánem prochází dálnice Panamericana.
Původními obyvateli byli Popolocové, město založili Španělé v roce 1660. Název znamená v jazyce nahuatl „místo bohů“. Od roku 1962 je Tehuacán sídlem římskokatolické diecéze. Významnými stavebními památkami jsou radnice a katedrála. Město má také botanickou zahradu, archeologické muzeum a muzeum hornictví.
Město je známé produkcí vajec a minerální vody Peñafiel, pěstuje se také vinná réva a granátová jablka. V okolí se těží stříbro a olovo. Koncem dvacátého století zde vznikly četné maquiladoras zaměřené na textilní výrobu a příchodem dělníků z venkova se počet obyvatel Tehuacánu zdvojnásobil, avšak v důsledku asijské konkurence mnoho podniků zkrachovalo a vzrostla nezaměstnanost.
Tehuacánské údolí je podle archeologických nálezů místem, kde byla před devíti tisíci lety poprvé vyšlechtěna kukuřice. Globální oteplování však vede k tomu, že místní klima se stává pro kukuřici příliš suchým a zemědělci se zaměřují na odolnější plodiny, např. pistácie.
V roce 1998 zde byla založena Biosférická rezervace Tehuacán-Cuicatlán, která se v roce 2018 stala světovým dědictvím UNESCO.